# Каратон
Каратон или Харатон (Karaton, Charaton; по Олимпиодор: Χαράτων) е владетел на европейските хуни през ранния 5 век. Каратон e през 402 - 413 г. главен владетел на хуните в днешна Унгария. Той е син на Алп Бий.
Най-вероятно Каратон е вторият хунски крал, управляващ обединенните хунски племена в периода 402 – 413 година. Най-верояно Каратон е управлявал източната част на хунската държава.
Каратон е най-възрастният син на Алп Бий се отличавал с огромна физическа сила и често в столицата организирал състезания по борба. От негово време в практиката на различните племена и народи се установява коректност при двубой между мъже (за разлика от практиката в Римската империя, най-силните мъже, пленници на противниците на империята да бъдат предоставени за обществено зрелище като храна на лъвове). Съгласно Законът „Торе“ на: 
| „ | “...Военнопленницте не подлежат на убийство или робство... Те както и техните жени и деца могат да се завърнат в своята родина срещу откуп или замяна на военнопленници на хуните. Като откуп и в замяна биха могли да бъдат и лица /бегълци/ извършили престъпления на територията на държавата на хуните". | “ |

По негово време, урус (велик) тархан (глава на правителството) е бил неговият брат Мунджук, бащата на Атила. Докато между трите държави има относително спокойни и урегулирани отношения, приетите на държавна служба в римската армия готи, предвождани от Аларих (396 - 410) нанасят на населението на разделената вече Римска империя, най-безчовечните и жестоки поражения.
През лятото на 408 г. хуните нападат със скирски помощни войски крепости на Долен Дунав и завземат крепостта Кастра Мартис (Castra Martis, Кула, България).
Военна подкрепа на Каратон срещу готите през 409 г., за защитата на Рим, получил и император Хонорий. Има данни, че след смъртта на Каратон, неговият брат, по-малкият син на Алп-Бий, Урус Руга Бургас (413 - 434) е получавал от Византия по времето на Флавий Теодосий (Теодосий II) (408 - 450) ежегоден данък в размер на 350 фута злато.
През 412 г. се сключва мир между Константинопол и великия хунски крал Каратон.
През 412 година при неговото управление в Хунската държава пристига делегация, предвождана от византийския посланик, сред които е и Олимпиодорос от Тива. Според съобщението, Каратон e ядосан, поради убийството на хунския княз Донат, но е успокоен от римляните чрез подаръци. Не е познато дали е имал влияние върху хуните на Долен Дунав и колко е голямо неговото царство.
През 422 г. хуните нападат Тракия.